# 라이트 하우스 타워
라이트 하우스 타워는 아랍에미리트 두바이에 취소된 마천루이다. 지붕까지의 높이를 층수로 환산한다면 총 96층이 된다.

## 같이 보기
- 페어월 인터내셔널 센터
- 람 타라 타워
- 취소된 마천루 목록